# 日高里菜の王道☆ラジオ
『日高里菜の王道☆ラジオ』（ひだかりなのおうどうラジオ）は、文化放送を制作局として全国ラジオネットワークで放送されている番組、レコメン!のかつての箱番組のひとつである。2012年4月2日から2013年9月23日まで放送された。パーソナリティは、声優の日高里菜。

## 番組構成
オープニングトーク、コーナー1つ、エンディングトークで構成される。また、エンディングトークの後、リスナーに募集した「終わりの挨拶」をする。
番組内でのパーソナリティ（日高里菜）の呼び名は、りなぽむ。挨拶は、『りなっす！』。

## コーナー

### 2012年度のみ
ねぇ、ねぇ、あのさ・・・
日高里菜から投げかけられた疑問に対するリスナーの答えを紹介。なお、当初はラジオに関する疑問に限定されていた。
女子高生の非日常
2012年度まで女子高生であった日高里菜が、現役の女子高生として、存在しなそうな習慣をもつ女子高生を想像したリスナーのメールを紹介し、本当に存在しないのかどうか判定、もっとも現実味の薄い投稿を選ぶ。
日高先輩。ちょっといいですか？
高校の中では最も学年が上の3年生であった日高里菜が、リスナーからの相談にのる。

### 2013年度のみ
○○なら、きっとこうする！
「○○」に入る人や物になりきって、○○に入る人や物に対するリスナーからの質問に日高里菜が答える。
当初は、日高里菜が憧れていると発言したこともある早見沙織についてのコーナー、『早見さんなら、きっとこうする！』だった。
キャンパスナイトQR
女子大生の日高里菜が、模範的・普遍的女子大生になるべく、リスナーからの女子大生に関する希望、願望、要望、妄想、偏見などを紹介する。
日高屋　浜松町店
日高屋とのコラボを目指して、リスナーの思う最強の（つまり最もおいしいと思う）料理の組み合わせを募集、紹介する。

### 年度をまたいで放送されたコーナー
お返事しちゃいます
ふつおたを紹介する。
終わりの一言
番組の最後の短いフレーズを募集する。
○○なら、きっとこうする！
「○○」に入る人や物になりきって、○○に入る人や物に対するリスナーからの質問に日高里菜が答える。なお、放送は2012年度後半から。

## ゲスト
- オテンキのり
- 小倉唯(エンディングの音声のみ)